# Adebo
Adebo (chinesisch 阿得博乡, Pinyin Ādébó Xiāng) ist eine Gemeinde im Autonomen Kreis Jinping des Autonomen Bezirks Honghe in der Provinz Yunnan der Volksrepublik China. Der Gemeindecode ist 532530206. Bei einer Fläche von 109,4 km² hatte die Gemeinde im Jahr 2010 15.174 Einwohner.
Die Gemeinde besteht aus den vier Dörfern Adebo, Gaoxingzhai, Jingkou und Shuiyuan.